# فالنتين ديموف
فالنتين ديموف (بالبلغارية: Валентин Димов)‏ مواليد 12 مارس 1989 في صوفيا، هو لاعب كرة مضرب بلغاري بدأ مسيرته كمحترف سنة 2006 يلعب باليد اليمنى. أعلى ترتيب له في تصنيف رابطة محترفي كرة المضرب في الفردي كان 621. أعلى تصنيف له في الزوجي كان 694.

## روابط خارجية
- فالنتين ديموف على موقع رابطة محترفي التنس (الإنجليزية)
- فالنتين ديموف على موقع الاتحاد الدولي لكرة المضرب (الإنجليزية)
- فالنتين ديموف على موقع كأس ديفيز (الإنجليزية)
- فالنتين ديموف على موقع خلاصة التنس.كوم (الإنجليزية)
- فالنتين ديموف على موقع إي إس بي إن.كوم (الإنجليزية)